# Arquebisbat de Malta

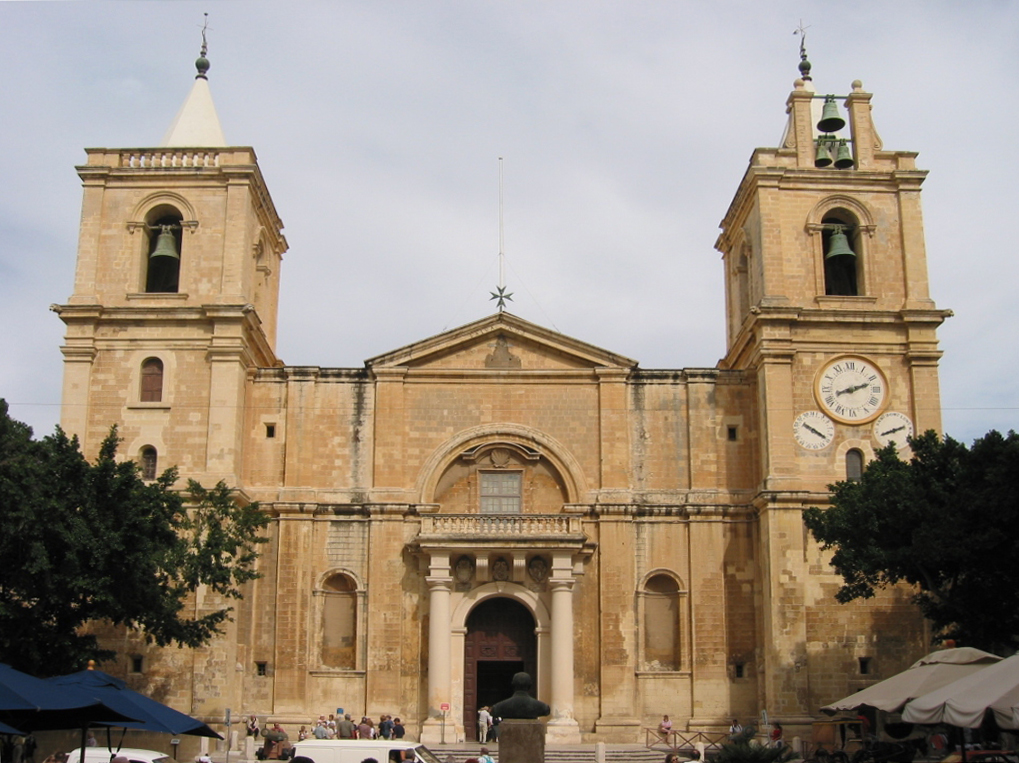
La cocatedral de Sant Joan Baptista a La Valletta

L'arquebisbat de Malta (maltès: Arċidjoċesi ta' Malta); llatí: Archidioecesis Melitensis o Melevitana) és una seu metropolitana de l'Església catòlica a Malta. Al 2020 tenia 361.372 batejats d'un total de 428.091 habitants. Actualment està regida per l'arquebisbe metropolità Charles Jude Scicluna.

## Territori
L'arxidiòcesi comprèn l'illa de Malta.
La seu episcopal és la ciutat de Medina, on es troba la catedral de Sant Pau. A La Valletta es troba la cocatedral de Sant Joan. A més, a l'arxidiòcesi es troben les basíliques menors  de la Madonna di Porto Salvo e San Domenico i la basílica santuari della Madonna del Carmine alla Valletta, la basílica collegiata de Sant'Elena a Birchircara, la basílica de Cristo Re a Paola, la basílica dell'Assunzione della Beata Vergine Maria a Mosta e la basilica della Natività della Beata Vergine Maria a Senglea.
El territori s'estén sobre 246 km² i està dividit en 64 parròquies

## Història
La comunitat cristiana de Malta fou fundada per Sant Pau, que naufragà durant el seu primer viatge a Roma, com es narra al llibre dels Fets dels Apòstols. Segons la tradició, Publi, citat també als Fets, fou el seu primer bisbe, i hauria regit l'església maltesa durant 30 anys fins que l'any 90 es traslladà a la seu d'Atenes, on fou martiritzat el 112. Hi ha una llista complerta de bisbes entre Sant Pau i Constantí el Gran, l'autenticitat de la qual està posada en dubte; de fet, Malta quedà deshabilitada durant dos mesos per la conquesta àrab i l'expulsió de la població romana, sense cap possibilitat de continuïtat.
El 3 de març de 1797, mitjançant la butlla Memores Nos del papa Pius VI, els bisbes de Malta reberen el títol d'arquebisbe de Rodes; posteriorment, Rodes fou erigida prefectura apostòlica el 31 d'octubre de 1897 i l'arquebisbat de Rodes serà restaurat el 28 de març de 1928.
La catedral de l'arquebisbat és la catedral de Mdina. La cocatedral de Sant Joan es troba a La Valletta. Aquesta darrera era originàriament l'església conventual de l'orde dels cavallers hospitalaris de Sant Joan, i esdevingué cocatedral el 1820 quan el bisbe de Malta, que residia a Mdina, rebé l'autorització d'emprar-la com a seu alternativa.
El 1817 la diòcesi de Malta passa a formar part de l'arquebisbat de Palerm, però el 1844 fou declarada immediatament subjecta a la Santa Seu.
El 22 de setembre de 1864 cedí una porció del seu territori a benefici de l'erecció de la diòcesi de Gozo.
La diòcesi de Malta va ser elevada al rang d'arxidiòcesi metropolitana l'1 de gener de 1944 mitjançant la butlla Melitensem Ecclesiam del papa Pius XII.

## Cronologia episcopal
- Sant Publi † (69 - 90 transferit a Atenes)
- Giuliano † (553)
- Lucillo † (592 - 599)
- Traiano † (603)
- Giovanni I † (1167 - 1169)
- Giovanni II † (1211 - 1224 - ?)
- Ruggerio de Cefalù † (1251)
- Domenico † (8 de maig de 1253 - ?)
- Giacomo de Mileto ? † (27 de maig de 1259 - ?)
- Marino de Sorrento † (1267)
- Johannes Normandus † (1268)
- Andrea Bancherini, O.P. † (vers 1270 - ?)
- Jacobus da Malta, O.F.M. † (1272 o vers 1284 - 1299 mort)
- Niccolò † (21 de gener de 1304 - ? mort)
- Alduino † (1330 - ? mort)
- Enrico da Cefalù, O.F.M. † (10 de gener de 1334 - ? mort)
- Niccolò Boneti † (27 de novembre de 1342 - ? mort)
- Ogerio † (27 d'octubre de 1343 - ? mort)
- Giacomo † (7 de juny de 1346 - ? mort)
- Ilario Corrado, O.P. † (15 de juny de 1356 - ? mort)
- Antonio, O.F.M. † (19 d'agost de 1370 - ? mort)
- Corrado † (3 de setembre de 1371 - ? mort)
- Antonio de Vulponno, O.S.B. † (15 d'octubre de 1375 - de novembre de 1392 mort)
- Mauro Cali † (4 de juliol de 1393 - 1408 nomenat bisbe de Catània)
- Andrea de Pace, O.F.M. † (1408 - 1409 nomenat bisbe de Catània)
- Antonio † (29 de juliol de 1409 - ?)
- Andrea, O.P. † (4 de juliol de 1414 - ?)
- Giovanni Ximenes, O.F.M. † (16 de març de 1418 - ? mort)
- Mauro de Albraynio † (21 d'agost de 1420 - ? renuncià)
- Senatore De Mello de Noto † (13 de febrer de 1432 - ? mort)
- Giacomo Paternò[6] † (21 de desembre de 1445 - ? mort)
- Antonio de Alagona † (21 de juny de 1447 - ? renuncià)
- Giovanni Paternò, O.S.B. † (8 de gener de 1479 - 6 de juliol de 1489 nomenat arquebisbe de Palerm)
  - Pere de Foix † (6 de juliol de 1489 - 10 d'agost de 1490 mort) (administrador apostòlic)
- Paolo Della Cavalleria † (10 de febrer de 1491 - 30 de març de 1495 nomenat bisbe de Cefalù)
- Giacomo Valguarnera † (30 de març de 1495 - 5 de maig de 1501 mort)
- Antonio Corsetto † (20 de desembre de 1501 - de setembre de 1503 mort)
  - Joan de Castre-Pinós † (20 de març de 1506 - 29 de setembre de 1506 mort) (administrador apostòlic)
- Bandinello Sauli † (5 d'octubre de 1506 - 1509 nomenat bisbe de Gerace)
- Bernardino da Bologna † (5 d'octubre de 1506 - 23 de gener de 1512 nomenat arquebisbe de Messina)
- Juan Pujades † (21 de gener de 1512 - 1512 mort)
- Juan de Sepúlveda † (14 de juliol de 1514 - 1516 renuncià)
- Bernardino Cateniano † (9 d'abril de 1516 - 23 de maig de 1516 renuncià)
  - Raffaele Sansoni Riario della Rovere † (23 de maig de 1516 - 1520 renuncià) (administrador apostòlic)
  - Bonifacio Cateniano † (28 de març de 1520 - ? mort) (bisbe eletto)
  - Girolamo Ghinucci † (10 de setembre de 1523 - 20 de març de 1538 renuncià) (administrador apostòlic)
- Tommaso Bosio, O.S.Io.Hier. † (20 de març de 1538 - 15 d'agost de 1539 mort)
- Domingo Cubels, O.S.Io.Hier. † (10 de desembre de 1540 - 22 de novembre de 1566 mort)
- Martín Rojas de Portalrubio, O.S.Io.Hier. † (5 de novembre de 1572 - 19 de març de 1577 mort)
- Tomás Gargal, O.S.Io.Hier. † (11 d'agost de 1578 - 10 de juny de 1614 mort)
- Baldassarre Caglieres, O.S.Io.Hier. † (18 de maig de 1615 - 4 d'agost de 1633 mort)
- Miguel Juan Balaguer Camarasa, O.S.Io.Hier. † (12 de febrer de 1635 - 5 de desembre de 1663 mort)
- Lucas Bueno, O.S.Io.Hier. † (15 de desembre de 1666 - 7 de setembre de 1668 mort)
- Lorenzo Astiria, O.S.Io.Hier. † (16 de juny de 1670 - de gener de 1677 mort)
- Miguel Jerónimo de Molina y Aragonés, O.S.Io.Hier. † (18 d'abril de 1678 - 25 de maig de 1682 nomenat bisbe de Lleida)
- Davide Cocco Palmeri, O.S.Io.Hier. † (15 de maig de 1684 - 19 de setembre de 1711 mort)
- Joaquín Cánaves, O.S. † (30 d'agost de 1713 - 3 de juny de 1721 mort)
- Gaspare Gori Mancini, O.S.Io.Hier. † (1º de juny de 1722 - de juliol de 1727 mort)
- Paul Alphéran de Bussan, O.S.Io.Hier. † (8 de març de 1728 - 20 d'abril de 1757 mort)
- Bartolomé Rull, O.S.Io.Hier. † (19 de desembre de 1757 - 19 de febrer de 1769 mort)
- Giovanni Carmelo Pellerani, O.S.Io.Hier. † (28 de maig de 1770 - 18 de març de 1780 renuncià)[7]
- Vincenzo Labini, O.S.Io.Hier. † (19 de juny de 1780 - 30 d'abril de 1807 mort)
- Ferdinando Mattei † (18 de setembre de 1807 - 14 de juliol de 1829 mort)
- Francesco Saverio Caruana † (28 de febrer de 1831 - 17 de novembre de 1847 mort)
- Publio Maria Sant † (novembre de 1847 - 4 de desembre de 1857 renuncià)[8]
- Gaetano Pace-Forno, O.S.A. † (4 de desembre de 1857 - 22 de juliol de 1874 mort)
- Carmelo Scicluna † (15 de març de 1875 - 12 de juliol de 1888 mort)
- Pietro Pace † (10 de febrer de 1889 - 29 de juliol de 1914 mort)
- Mauro Caruana † (22 de gener de 1915 - 17 de desembre de 1943 mort)
- Michael Gonzi † (17 de desembre de 1943 - 30 de novembre de 1976 jubilat)
- Joseph Mercieca † (29 de novembre de 1976 - 2 de desembre de 2006 jubilat)
- Paul Cremona, O.P. (2 de desembre de 2006 - 18 d'octubre de 2014 renuncià)
- Charles Jude Scicluna, des del 27 de febrer de 2015

## Estadístiques
A finals del 2019, la diòcesi tenia 361.372 batejats sobre una població de 428.091 persones, equivalent al 84,4% del total.
| any  | població | població | població | sacerdots | sacerdots       | sacerdots       | sacerdots             | diàques | religiosos | religiosos | parroquies |
| ---- | -------- | -------- | -------- | --------- | --------------- | --------------- | --------------------- | ------- | ---------- | ---------- | ---------- |
| any  | batejats | total    | %        | total     | clergat secular | clergat regular | batejats por sacerdot | diàques | homes      | dones      |            |
| 1950 | 278.000  | 280.000  | 99,3     | 786       | 402             | 384             | 353                   |         | 670        | 1.135      | 50         |
| 1970 | 280.000  | 294.000  | 95,2     | 879       | 417             | 462             | 318                   |         | 727        | 1.736      | 57         |
| 1980 | 288.600  | 304.400  | 94,8     | 881       | 443             | 438             | 327                   |         | 601        | 1.470      | 64         |
| 1990 | 321.000  | 325.000  | 98,8     | 811       | 369             | 442             | 395                   |         | 560        | 1.254      | 64         |
| 1999 | 320.000  | 340.000  | 94,1     | 751       | 340             | 411             | 426                   |         | 512        | 1.271      | 63         |
| 2000 | 330.000  | 350.000  | 94,3     | 776       | 370             | 406             | 425                   |         | 505        | 1.236      | 64         |
| 2001 | 335.000  | 350.000  | 95,7     | 740       | 329             | 411             | 452                   |         | 504        | 1.010      | 64         |
| 2002 | 337.000  | 353.000  | 95,5     | 755       | 321             | 434             | 446                   |         | 529        | 966        | 64         |
| 2003 | 337.500  | 354.000  | 95,3     | 747       | 316             | 431             | 451                   |         | 523        | 965        | 64         |
| 2004 | 337.800  | 354.900  | 95,2     | 736       | 312             | 424             | 458                   |         | 497        | 939        | 64         |
| 2013 | 380.000  | 413.000  | 92,0     | 621       | 278             | 343             | 611                   |         | 439        | 882        | 70         |
| 2016 | 380.000  | 426.000  | 89,2     | 618       | 270             | 348             | 614                   |         | 424        | 772        | 70         |
| 2019 | 361.372  | 428.091  | 84,4     | 581       | 278             | 303             | 621                   |         | 376        | 753        | 70         |